# Synaldis microcara
Synaldis microcara är en stekelart som först beskrevs av Thomson 1895.  Synaldis microcara ingår i släktet Synaldis och familjen bracksteklar. Arten är reproducerande i Sverige. Inga underarter finns listade i Catalogue of Life.